# Liste der Naturschutzgebiete in Düsseldorf
Die Liste der Naturschutzgebiete in Düsseldorf enthält die Naturschutzgebiete der kreisfreien Stadt Düsseldorf in Nordrhein-Westfalen.

## Liste
| Schlüsselnr. | Gebietsname                         | Fläche in ha | Bild           |
| ------------ | ----------------------------------- | ------------ | -------------- |
| D-001        | Eller Forst                         | 96,2400      | weitere Bilder |
| D-002        | Dreiecksweiher                      | 84,7000      | weitere Bilder |
| D-003        | Urdenbacher Kämpen                  | 323,5005     | weitere Bilder |
| D-004        | Rotthäuser Bachtal                  | 107,9410     | weitere Bilder |
| D-005        | Tongruben am Ratinger Weg           | 3,3500       | weitere Bilder |
| D-006        | Hubbelrather Bachtal                | 68,4770      | weitere Bilder |
| D-007        | Rahmer Benden                       | 38,4253      | weitere Bilder |
| D-008        | Schlosspark Benrath                 | 44,2700      | weitere Bilder |
| D-009        | Himmelgeister Rheinbogen            | 298,1645     | weitere Bilder |
| D-010        | Pillebachtal, Dernkamp und Gallberg | 67,6500      | weitere Bilder |
| D-011        | Überanger Mark                      | 303,1064     | weitere Bilder |
| D-012        | Elbsee                              | 157          | weitere Bilder |